# Richard Freudenberg (Basketballspieler)
Richard Nikolaus Freudenberg (* 31. August 1998 in Heidelberg) ist ein ehemaliger deutscher Basketballspieler. Er bestritt 73 Bundesliga-Einsätze.
Freudenberg, der seine ersten Basketballschritte bei der TS Jahn München machte, spielte seit seiner Jugend für den deutschen Herren-Erstligisten FC Bayern München. Der Jugendauswahlspieler gewann mit der Nachwuchsmannschaft des FC Bayern in der Nachwuchs-Basketball-Bundesliga (NBBL) 2015 die erste Meisterschaft in dieser U19-Altersklasse für den Verein und wurde als 16-Jähriger bereits zum Most Valuable Player (MVP) des Finalturniers Top Four ernannt. Knapp vier Monate später feierte Freudenberg mit mittlerweile 17 Jahren sein Debüt für den FC Bayern in der höchsten deutschen Herren-Spielklasse Basketball-Bundesliga am ersten Spieltag der Saison 2015/16.

## Karriere
Gebürtig wie sein späterer Bayern-Mannschaftskamerad Paul Zipser aus Heidelberg stammend spielte Freudenberg bereits als Schüler in den Nachwuchsmannschaften des FC Bayern, für die er mit 13 Jahren ab 2011 auch in der U16-Jugend-Basketball-Bundesliga (JBBL) aktiv wurde. Als jüngster Spieler im Kader war Freudenberg unter anderem mit den älteren Tim Hasbargen und Karim Jallow daran beteiligt, dass der Bayern-Nachwuchs erstmals ein Finalturnier 2012 erreichte, bei dem man im Endspiel dem Nachwuchs der Paderborn Baskets unterlag und Vizemeister wurde. In der folgenden Saison scheiterte die Mannschaft ohne Hasbargen am Einzug in die Runde der letzten vier Mannschaften, bevor man 2014 beim Schlussturnier dem gastgebenden und in jener Saison ungeschlagenen Nachwuchs der Artland Dragons um den überragenden MVP Isaiah Hartenstein im Halbfinale erst nach Verlängerung unterlag. In seiner Premierensaison in der höheren Altersklasse der Nachwuchs-Basketball-Bundesliga (NBBL) erreichte Freudenberg mit seinen Mannschaftskameraden, zu denen neben Jallow auch Junioren-Auswahlspieler Dejan Kovačević gehörte, 2015 auch in der NBBL den Einzug in das Schlussturnier. Nach dem Halbfinalsieg über Titelverteidiger Alba Berlin gelang gegen den Nachwuchs von Eintracht Frankfurt um Niklas Kiel, der bei den Paderborn Baskets drei Jahre zuvor eine JBBL-Meisterschaft der Bayern verhindert hatte, ein etwas überraschender Finalerfolg mit 69:59. Nachdem mit Haris Hujić bereits ein Spieler des jüngeren Jahrgangs 1997 zum besten Spieler der NBBL-Saison gewählt worden war, wurde Freudenberg als Angehöriger des jüngsten NBBL-Jahrgangs 1998 nach 24 individuellen Punkten im Endspiel zum MVP des Finalturniers ernannt.
Im Sommer 2015 schaute sich Freudenberg bereits nach Möglichkeiten der weiteren Ausbildung im Basketball-Mutterland Vereinigte Staaten um, in das bereits sein früherer Mannschaftskamerad Hasbargen nach dem Ende der Schulzeit gewechselt war. Gleichwohl rückte er bereits in den Kader des Vizemeisters der Herren auf, wo er unter Trainer Svetislav Pešić bereits zum Auftakt der Bundesliga-Saison 2015/16 in zwei Einsätzen im Monat Oktober debütierte und seine ersten wenigen Minuten in der höchsten deutschen Spielklasse Basketball-Bundesliga bekam.
Im Februar 2016 gab das US-Medium ESPN bekannt, dass Freudenberg ab der 2016/17 an der St. John’s University in New York studieren und zum Kader der Basketball-Mannschaft des Red Storm zählen werde. Im Februar 2016 nahm er am Basketball Without Borders Global Camp, einer Leistungsschau einiger der größten Nachwuchshoffnungen der Jahrgänge 97, 98 und 99 weltweit, im kanadischen Toronto teil. Im Frühjahr 2016 gewann er mit der deutschen U18-Nationalmannschaft das Albert-Schweitzer-Turnier.
Freudenberg gab im April 2017 bekannt, die St. John’s University zu verlassen, um eine Profilaufbahn einzuschlagen. In seiner einzigen Saison in der NCAA stand er für die Uni-Mannschaft in 26 Spielen durchschnittlich 9,3 Minuten lang auf dem Feld und erzielte 1,3 Punkte sowie 1,3 Rebounds pro Partie. Kurz darauf gab Bundesligist Skyliners Frankfurt Freudenbergs Verpflichtung bekannt. Obwohl er in der Vorsaison wegen einer Fersenverletzung kein Spiel bestritt, wurde sein Vertrag vom Bundesligisten im Sommer 2021 verlängert. Neben dem Basketball begann er in Frankfurt ein Betriebswirtschaftsstudium. Auch im Spieljahr 2021/22 kam Freudenberg aus Verletzungsgründen nicht zum Einsatz. Mitte Juni 2022 gab er das Ende seiner Basketballlaufbahn im Leistungssport bekannt.
Später spielte er im Amateurbereich für den Regionalligisten TS Jahn München.

### Nationalmannschaft
Als Auswahlspieler des DBB nahm Freudenberg mit der U16-Auswahl 2013 erstmals an einer Europameisterschafts-Endrunde teil. Nach der deutlichen Niederlage gegen den späteren Vize-Europameister Serbien im Viertelfinale wurde die Mannschaft Achter nach zwei weiteren Niederlagen in Platzierungsspielen. Zwei Jahre später gelang mit den U18-Auswahl zum Auftakt der EM-Endrunde in Griechenland ein Erfolg gegen Serbien, doch nach einer knappen Niederlage mit zwei Punkten Unterschied im Viertelfinale gegen den späteren Dritten Litauen blieb für die talentierte Mannschaft um Kiel, Hartenstein und Kostja Mushidi nach zwei weiteren Niederlagen ebenfalls nur der achte Platz.
Er kam bei der U19-Weltmeisterschaft im Sommer 2017 in allen sieben Turnierspielen zum Einsatz und erzielte je Begegnung 5,4 Punkte im Schnitt. Die deutsche Mannschaft erreichte in Kairo den fünften Platz. Kurz darauf nahm er an der U20-Europameisterschaft teil und erreichte mit der deutschen Mannschaft den siebten Gesamtrang. Dabei erzielte er im Schnitt 3,7 Punkte je Begegnung. Im Juli 2018 errang er mit der deutschen Mannschaft die Bronzemedaille bei der U20-EM in Chemnitz und kam im Turnierverlauf auf Mittelwerte von 6,7 Punkten und 4,3 Rebounds je Einsatz.